# 新井秀和
新井 秀和（あらい ひでかず、1979年10月14日 - ）は、NHKのアナウンサー。

## 人物
- 群馬県高崎市出身[1]。群馬県立高崎商業高等学校、駿河台大学文化情報学部卒業後、2003年入局[2]。身長170cm。

## 嗜好・挿話
- 中学・高校時代では吹奏楽部に所属してトランペットをやっていた[3]。
- 初任地は高知放送局で、その後、熊本放送局、福岡放送局、東京アナウンス室を経て、2022年4月4日より2度目の福岡放送局勤務となる[4][5]。
- 自撮りが得意である[6][7]。
- 趣味は歌謡曲を歌ったり、聴いたりすることで、休みのたびにカラオケに行っている。
- 甘いものを食べて、歌謡曲を歌って温泉に入ることが心身のリフレッシュ術。
- 毎年、秋から冬にかけておでんを好む[8]。
- 2022年4月15日放送の『おはよう九州沖縄』で2016年に発生した熊本地震のニュースを伝えたあと、「コロナ禍前までは毎年、被災地に訪れていました。あれからもう6年ではなく、まだ6年です」と自省している。2度目の福岡局勤務時、毎年1回は必ず熊本を訪れていると福岡局のアナウンサー・キャスターブログで綴っている[9][10]。
- 同期入局の猪原智紀（2023年8月佐賀局へ異動）とは、熊本局勤務以来、「あらいはら」コンビを復活するほど仲が良いと福岡局のアナウンサー・キャスターブログで綴っている[11]。

## 現在の担当番組
- お好みワイドひろしま（キャスター：2025年3月31日 - ）[12]
- 広島県・中国地方のニュース・気象情報、中継・リポート

## 過去の担当番組

### 高知放送局時代（2003年度 - 2007年度）
- いきいきワイド とさ情報市（5時台キャスター）
- 高知県のニュース・中継・リポート

### 熊本放送局時代（2008年度 - 2012年7月）
- クマロク!（代理キャスター）
- 熊本県のニュース・中継・リポート
- ひるブラ「街全体がひとつの宿!? 阿蘇山ろく名湯の街～熊本県南小国町～」 （2012年4月25日）
- くまもとの風「あんたも登らんね～美里町・日本一の石段～」 （2012年11月23日）

### 福岡放送局時代（2012年8月 - 2015年度）
- 熱烈発信!福岡NOW（野村正育の代理キャスター、2013年8月19 - 23日、2014年3月12日）
- おはサタ!（キャスター：2014年4月5日 - 2016年3月26日）
- はっけんラジオ（不定期）
- 福岡県・九州沖縄のニュース
- ロクいち!福岡（リポーター）
- ニュース845福岡（不定期）
- ひるブラ「"おひなさま一色"の町～福岡・うきは市～」（2015年2月25日）

### 東京アナウンス室時代（2016年度 - 2021年度）
- NHKニュースおはよう日本（まちかど情報室）（2016年4月4日 - 2018年3月23日）
  - 2016年度は近江友里恵と、2017年度は千葉美乃梨と隔週交代
- 先人たちの底力 知恵泉（ちえいず） 4代目店主（2018年4月3日 - 2022年3月22日）[13]
- NHKニュースおはよう日本（土曜・日曜・祝日）（キャスター）（2018年4月7日 - 2022年4月3日）
- NHKニュースおはよう日本・関東甲信越  （土曜・日曜・祝日）（キャスター）（2018年4月7日 - 2022年4月3日）
- ニュース・気象情報（土曜・日曜・祝日午前10時、2018年4月7日 - 2022年4月2日[14]）（キャスター）
- チョイス@病気になったとき　チョイスアドバイザー（2016年4月23日 - 2018年4月28日）
- ニュース645（不定期）
- ラジオニュース（不定期）
- 2016年4月の熊本地震発生直後、勤務経験のある熊本局に応援で派遣され、災害情報を中心にローカルニュースを担当した。
- ダーウィンが来た! （ナレーション・2017年4月16日 - 2022年3月27日、6月12日） - 語りを担当する井上二郎ら他のNHKアナウンサーとローテーション出演
- ゆく年くる年 リポーター（2018年1月1日・ピョンチャンオリンピックの会場、オリンピックスタジアムより中継）
- ニュースウォッチ9 ニュースリーダー（2018年2月14日・永井克典の代行）
- 東洋医学　ホントのチカラ～科学で迫る　鍼灸・漢方薬・ヨガ～（ナレーション・2018年9月24日）
- いだてんが駆け抜けた時代（2019年1月4日）
- BS1スペシャル『熱戦!イヌと人が挑む新スポーツ～アジリティー世界大会2018』（ナレーション・2019年2月22日）
- アフリカ　サファリツアー大中継　体感!野生動物の楽園（2019年11月30日）

### 福岡放送局時代（2度目）（2022年度 - 2024年度）
- おはよう九州沖縄（キャスター）（2022年4月4日 - 2025年3月21日）
- #てれふく「福岡 YOKA DESIGN ディスカバリー」（2022年7月14日） - ナレーション[注釈 1]
- 九州地方寒波特設ニュース（2023年1月24日、九州沖縄地方） - 福岡放送局より九州地方の災害状況を伝えた[注釈 2]。
- 舞いあがれ!癒やしの島で夢を見つけた～長崎・五島列島 奈留島～[注釈 3]（2023年2月4日、九州沖縄地方） - ナレーション
- ニュース645福岡（2023年3月25日、2024年1月20日）
- ダーウィンが来た!「相葉くんと生放送!出るか?激レア・ウサギ」（2023年6月11日、BS4K同時放送） -  司会（鹿児島・徳之島より）
- 大雨関連特設ニュース（2023年7月3日・九州沖縄地方） - 福岡放送局より九州地方の災害状況を伝えた[注釈 4]。
- NHKニュースおはよう日本（2023年7月10日） - 福岡放送局より九州北部地方の災害状況を伝えた（全国放送）[注釈 5]。
- 大雨関連特設ニュース（2023年7月10日・九州沖縄地方） - 福岡放送局より九州北部地方の災害状況を伝えた[注釈 6]。
- 大雨関連特設ニュース（2023年7月12日・九州沖縄地方） - 福岡放送局より九州北部地方の災害状況を伝えた[注釈 7]。
- ライフライン情報（2023年7月13日・福岡県域） - 福岡放送局より福岡県内のライフライン情報を伝えた（14時30分台）。
- The Life「55年目の夏～カネミ油症 次世代調査～」 - 語り
- 台風6号特設ニュース（2023年8月6日・九州沖縄地方） - 福岡放送局より沖縄県・奄美地方の災害状況を伝えた[注釈 8]。
- 台風6号特設ニュース（2023年8月8日、8月9日・九州沖縄地方） - 福岡放送局より九州地方の災害状況を伝えた[注釈 9]。
- サトリポ ～アジア留学生ふるさとリポート～「ウズベキスタン」（2023年11月24日・九州沖縄地方） - 語り
- ラジオニュース（2023年12月30日 - 31日、九州沖縄、R1・FM）の泊まり勤務担当[注釈 10]
- 福岡県・九州沖縄のニュース（主に平日12時台）
- 緊急報道（福岡放送局発）

### 広島放送局時代（2025年度 - ）
- 大雨関連特設ニュース（2025年8月10日・中国地方） - 13時55分からの特設ニュースでは、広陵高等学校の第107回全国高等学校野球選手権大会2回戦以降の出場辞退も合わせて報じた。